# 349
Évszázadok: 3. század – 4. század – 5. század
Évtizedek: 290-es évek – 300-as évek – 310-es évek – 320-as évek – 330-as évek – 340-es évek – 350-es évek – 360-as évek – 370-es évek – 380-as évek – 390-es évek
Évek: 344 – 345 – 346 – 347 –  348 – 349 – 350 – 351 – 352 – 353 – 354

## Események

### Római Birodalom
- Ulpius Limeniust és Aconius Catullinust választják consulnak.

### Kína
- Az észak-kínai Késői Csao államban Si Hu király császárrá kiáltja ki magát. Nem sokkal később megbetegszik és legkisebb fiát Si Sit nevezi ki utódjául két idősebb fia, Si Cun és Si Pin régenssége mellett. Felesége és Csang Csai miniszter maguk akarják átvenni az irányítást ezért hamis rendelettel elfogatják, majd kivégeztetik Si Pint; Si Cunt pedig száműzik. A császár halála után Si Si lép a trónra, de 33 napon belül Si Cun megdönti az uralmát. Három hónappal később őt is elűzi egy másik testvére, Si Csien. A 30 éve fennálló állam két éven belül szétesik a belharcok miatt, majd külső hódítás miatt megszűnik létezni.

## Halálozások
- Si Hu, Késői Csao császára
- Si Si, Késői Csao császára
- Si Cun, Késői Csao császára

## Fordítás
- Ez a szócikk részben vagy egészben  a(z)   349 című angol Wikipédia-szócikk ezen változatának fordításán alapul.  Az eredeti cikk szerkesztőit annak laptörténete sorolja fel. Ez a jelzés csupán a megfogalmazás eredetét és a szerzői jogokat jelzi, nem szolgál a cikkben szereplő információk forrásmegjelöléseként.